# Нака (Швеція)
Нака — муніципалітет і частина Стокгольмської міської місцевості у Швеції. Це назва походить з XVI століття.
У Наці проживає 33 057 осіб згідно з даними 2010р.

## Події
9 грудня 2014 року, Стокгольмська поліція провела рейд у центрі обробки даних у колишньому бомбосховищі під горою у Наці. Хоча було повідомлено, що рейд мав на меті популярний торрент-трекер Піратська Бухта, творці Піратської Бухти повідомляли, що це брехня.

## Відомі люди
- Еліас Фельт — шведський хокеїст, чемпіон світу 2013 року.